# Chiles en nogada
A chiles en nogada (ritkábban egyes számban: chile en nogada) jellegzetes mexikói étel. A diókrémmel borított, húsból, magokból és szárított gyümölcsökből álló töltelékkel megtöltött csilipaprikát piros gránátalmával és zöld petrezselyemmel díszítik, így a mexikói zászló színei jelennek meg rajta. A nemzeti ételnek is tekintett chiles en nogada ma is népszerű, főként a szeptemberi ünnepek alkalmával, amikor minden étterem étlapján szinte „kötelezően” megtalálható.

## Története
A chiles en nogadát a pueblai Nuestra Madre Santa Mónica kolostor Ágoston-rendi apácái alkották meg a mexikói függetlenségi háború befejezésekor Agustín de Iturbide, a későbbi császár tiszteletére, aki a Három Garancia Hadserege élén 1821. augusztus 27-én győzedelmesen bevonult Mexikóvárosba.
1931-ben Szergej Mihajlovics Eisenstein filmrendező egy interjúban kijelentette, hogy a chiles en nogada volt a legízletesebb étel, amit életében evett.

## Összetevői, elkészítése
Az eredeti recept szerint a chile poblano paprikát addig kell sütni, amíg megfeketedik, ezután lenyúzni a héját és eltávolítani a magjait és az ereit. Csípősségük enyhítése érdekében ezután hosszú ideig sós vízben kell őket áztatni.
A töltelék készítéséhez a disznóhúst nagy kockákra kell vágni és egy felszeletelt fél fej vöröshagymával, két gerezd fokhagymával és sóval megfőzni. Egyúttal olvasztott vajban finomra vágott fél fej hagymát és három gerezd fokhagymát kell megsütni, anélkül, hogy megpiruljanak. Ehhez kell hozzáadni a megfőtt húst, majd fűszerként hozzáadni mazsolát, két kanálnyi mandulát, egy kanál fenyőmagot, egy kanál acitrónt, egy apróra darabolt körtét, egy őszibarackot és egy almát és tetszés szerint sót. Továbbfőzés és összepépesített paradicsom hozzáadása után addig kell főzni, amíg a keverék teljesen ki nem szárad. Miután egy kis jerez borral megnedvesítettük, meg kell tölteni vele a csiliket.
A diókrém készítéséhez már előző nap meg kell törni 20–25 diót és hideg tejbe beáztatni. Utána hozzáadandó egy kis darab fehér kenyér, 125 gramm kecskesajt, másfél csésze tejföl, valamint fél kanál só vagy cukor, egy kis fahéj és egy kevés jerez, majd meg kell őrölni a keveréket.
A töltött paprikát be kell borítani krémmel, majd gránátalmával és petrezselyemmel díszíteni.